# Коннолли, Морин
Мори́н Кэ́трин (Маленькая Мо) Ко́ннолли (в замужестве Бри́нкер, англ. Maureen Catherine 'Little Mo' Connolly Brinker; 17 сентября 1934, Сан-Диего — 21 июня 1969, Даллас) — американская теннисистка, первая ракетка мира в 1952—1954 годах, трёхкратная спортсменка года (1951—1953) по версии Associated Press.
Начав играть в теннис в десятилетнем возрасте, в 14 лет стала самой молодой победительницей юниорского чемпионата США, в 16 лет выиграла взрослый чемпионат США, а в 17 — Уимблдонский турнир. В 1953 году, ещё до достижения 19-летнего возраста, стала первой женщиной, завоевавшей теннисный Большой шлем, выиграв все четыре входящих в него турнира за один календарный год. В следующем году была вынуждена окончить игровую карьеру из-за тяжёлой травмы. К этому моменту завоевала 12 титулов на турнирах Большого шлема в одиночном, женском парном и смешанном парном разрядах, в том числе в одиночном разряде — девять подряд.
В дальнейшем занималась тренерской и журналистской деятельностью, основала благотворительный Фонд Морин Коннолли Бринкер. Скончалась от рака желудка в возрасте 34 лет. Член Национального (позже Международного) зала теннисной славы с 1968 года.

## Спортивная карьера

### Начало карьеры
В детстве Морин Коннолли мечтала заниматься верховой ездой, но на это у её семьи не было денег. В итоге в десять лет девочка начала играть в теннис. Некоторое время она подавала мячи на играх местного профессионального игрока Уилбура Фолсома, который стал её первым наставником. Не имея средств для занятий в частных клубах, девочка осваивала игру на публичных кортах Сан-Диего. Фолсом вскоре начал тренировать её вместе с мальчиками, которым она не уступала ни в скорости, ни в силе ударов.
Свой первый детский турнир сыграла в 1945 году в Ла-Холье в возрастной категории до 13 лет и уступила в финале старшей противнице, Энн Бисселл. С этого момента Коннолли овладело желание отыграться. Она писала в автобиографии:
Я не была обычной девочкой, и теннис для меня даже тогда был намного больше, чем просто игрой. Поражение было невыносимо; его боль не могло унять сочувствие понимающего родителя. За него нужно было отомстить!
Морин усилила режим тренировок, появляясь на корте, по собственным воспоминаниям, ежедневно в 9 утра и уходя с него только к обеду. Вскоре она завоевала первый титул на привычной ей площадке в районе Юниверсити-Хайтс, но это произошло в отсутствие Бисселл. Они встретились снова только в 1946 году, в финале традиционного юниорского турнира Harper Ink Tournament. Первый сет был равным, окончившись со счётом 8:6 в пользу Коннолли, а во втором она разгромила Бисселл со счётом 6:2. До конца года она выиграла ещё шесть турниров в категориях до 13 лет и до 15 лет, а в 1947 году — ещё пять, поднявшись до 2-го места в рейтинге девушек Южной Калифорнии в возрасте до 15 лет.
На этом этапе тренерских талантов Фолсома стало недостаточно, чтобы Коннолли продолжала совершенствоваться. Однако к этому моменту на девочку обратила внимание Элинор Теннант, одна из лучших теннисных тренеров на западе США, в прошлом работавшая с Элис Марбл и Бобби Риггсом. Морин начала каждые выходные ездить из Сан-Диего в Лос-Анджелес, где Теннант работала тренером в Beverly Hills Hotel. Теннант целенаправленно работала над бойцовскими качествами новой подопечной, составляя на её соперниц аналитические досье и воспитывая в ней враждебность к ним, к которой девочка, ненавидевшая проигрывать, и без того была предрасположена. Под руководством Теннант она продолжала развивать уже достигнутые успехи, за 1948 год выиграв 18 юниорских турниров и заняв первую строчку в рейтинге девушек Южной Калифорнии. К 14 годам Морин провела серию из 56 матчей без поражений.
За 1949 год Коннолли выиграла ещё девять юниорских турниров и стала, среди прочего, в 14 лет самой молодой в истории победительницей юниорского (до 18 лет) чемпионата США. На следующий год она снова завоевала этот титул, присовокупив к нему звание чемпионки в парном разряде, где с ней играла давняя подруга Патси Зеллмер. Во взрослом чемпионате США Коннолли оба года проходила во второй круг. По итогам 1949 года она занимала в рейтинге теннисисток США, составляемом USLTA, 19-ю строчку, а по итогам 1950 года — 10-ю. В 1950 году Коннолли также возглавила отдельный рейтинг для девушек.

### Пик карьеры
На следующий год Коннолли стала самым молодым в истории игроком сборной США в Кубке Уайтмен, ежегодном командном матче теннисисток США и Великобритании. На чемпионате США она была посеяна четвёртой. В полуфинале жеребьёвка свела Морин с её кумиром, знаменитой к тому моменту теннисисткой Дорис Харт. Чтобы настроить подопечную на боевой лад, Теннант обманула её, рассказав, что Харт в разговоре назвала Коннолли «испорченной малявкой» (англ. spoiled brat) и заявила, что с нетерпением ждёт возможности с ней разделаться. В итоге Коннолли вышла на матч взбешённой. Это состояние мешало ей сосредоточиться на игре, и Харт быстро повела в первом сете 4:0. После этого, однако, молодая претендентка переломила ход игры, взяв шесть геймов подряд и с ними первый сет. Во втором сете уже она повела со счётом 5:1, прежде чем Харт в свою очередь начала отыгрываться и довела счёт до 4:5. Однако Коннолли удалось довести до победы и этот сет и пробиться в финал. Там с ней встретилась Ширли Фрай, лучшая подруга Харт. Этот матч продолжался все три сета — Фрай уверенно победила во втором со счётом 6:1, но не сумела удержать Коннолли в третьем. По воспоминаниям Фрай, её соперница в этом матче, целиком игравшемся без выходов к сетке и названном в New York Times «битвой на истощение», пять геймов подряд промахивалась мимо задней линии на какие-то сантиметры, но потом снова приноровилась к дистанции.
Морин стала самой молодой чемпионкой США в истории в возрасте 16 лет и 11 месяцев — рекорд, побитый только в 1979 году Трэйси Остин. По итогам сезона агентство Associated Press признало её спортсменкой года. В национальном рейтинге она заняла уже первое место, а в ежегодном рейтинге сильнейших теннисисток мира, составлявшемся газетой Daily Telegraph, была поставлена на вторую позицию после Харт.
В 1952 году Коннолли впервые отправилась в Англию, чтобы принять участие в Уимблдонском турнире. Перед его началом она страдала от болей в плече. Местный тренер определил в качестве причины бурсит и дал спортсменке мазь, чтобы снять воспаление, однако Теннант посчитала, что нуждается во втором мнении. Она отвела Морин к хиропрактику, который диагностировал у теннисистки разрыв мышцы. После этого Теннант сообщила журналистам, что её подопечная снимается с турнира, но Коннолли не согласилась с нею. Теннисистка пошла на необычный для своего времени шаг, самостоятельно собрав пресс-конференцию, на которой заявила, что Теннант её больше не представляет. Впоследствии, в своей автобиографии, Коннолли принесла тренеру извинения, но, по словам её дочери Синди, не разговаривала с Теннант до конца жизни.
На турнире у Морин возникли трудности в матче четвёртого круга против действующей чемпионки Италии, хозяйки корта Сьюзен Партридж. В этой встрече её отделяли от поражения всего два розыгрыша мяча, но в итоге она взяла верх. Ей также пришлось сыграть три сета в четвертьфинале с австралийкой Тельмой Койн-Лонг (на этом же этапе Харт потерпела поражение от Пат Тодд). После этого Коннолли в двух сетах победила Фрай и в финале встретилась с ещё одной именитой американкой, Луизой Браф (трёхкратной победительницей этого соревнования в прежние годы). Коннолли вспоминала, что нервничала перед этой игрой: накануне Уимблдона Браф победила её в чемпионате Южной Калифорнии. Однако волнение сказалось и на сопернице: после равного первого сета, который молодая претендентка выиграла 7:5, во втором Браф часто ошибалась и уступила со счётом 3:6. В возрасте 17 лет и 292 дней Коннолли стала самой молодой победительницей Уимблдонского турнира со времён Лотти Дод, побеждавшей в 1880-е годы (позднее её результат улучшили также Мартина Хингис и Мария Шарапова). Вернувшись в США, Коннолли успешно отстояла титул чемпионки США, на этот раз победив Харт в финале. В общей сложности она за 1952 год завоевала 13 титулов, проиграв только два матча (Харт и Браф), и по итогам сезона второй раз подряд стала спортсменкой года по версии Associated Press. 7 сентября 1952 года было объявлено в Сан-Диего «днём Морин Коннолли», и городские власти организовали в её честь парад. Поклонники теннисистки организовали сбор средств в её пользу, и средств фонда, в который внесли вклад более 550 человек, хватило ей на покупку верховой лошади. Коннолли остановила выбор на жеребце теннессийской прогулочной породы по имени Колонел Меррибой.
На Уимблдоне Коннолли познакомилась с Гарри Хопманом, бессменным капитаном сборной Австралии с 1939 года, и его женой Нелл. После скандала с Теннант Хопманы взяли шефство над молодой американкой. Нелл, в частности, постаралась убедить её, что «её игра не пострадает, если она отбросит ненависть и страх». Поначалу Коннолли не согласилась, опасаясь, что таким образом отказывается от своего основного оружия, но, играя показательный матч в Австралии против своей подруги Джулии Сэмпсон, ощутила, что больше не испытывает ненависти к теннисистке по вторую сторону сетки. Эта перемена подхода позволила ей впервые за карьеру в полной мере насладиться собственно игрой.

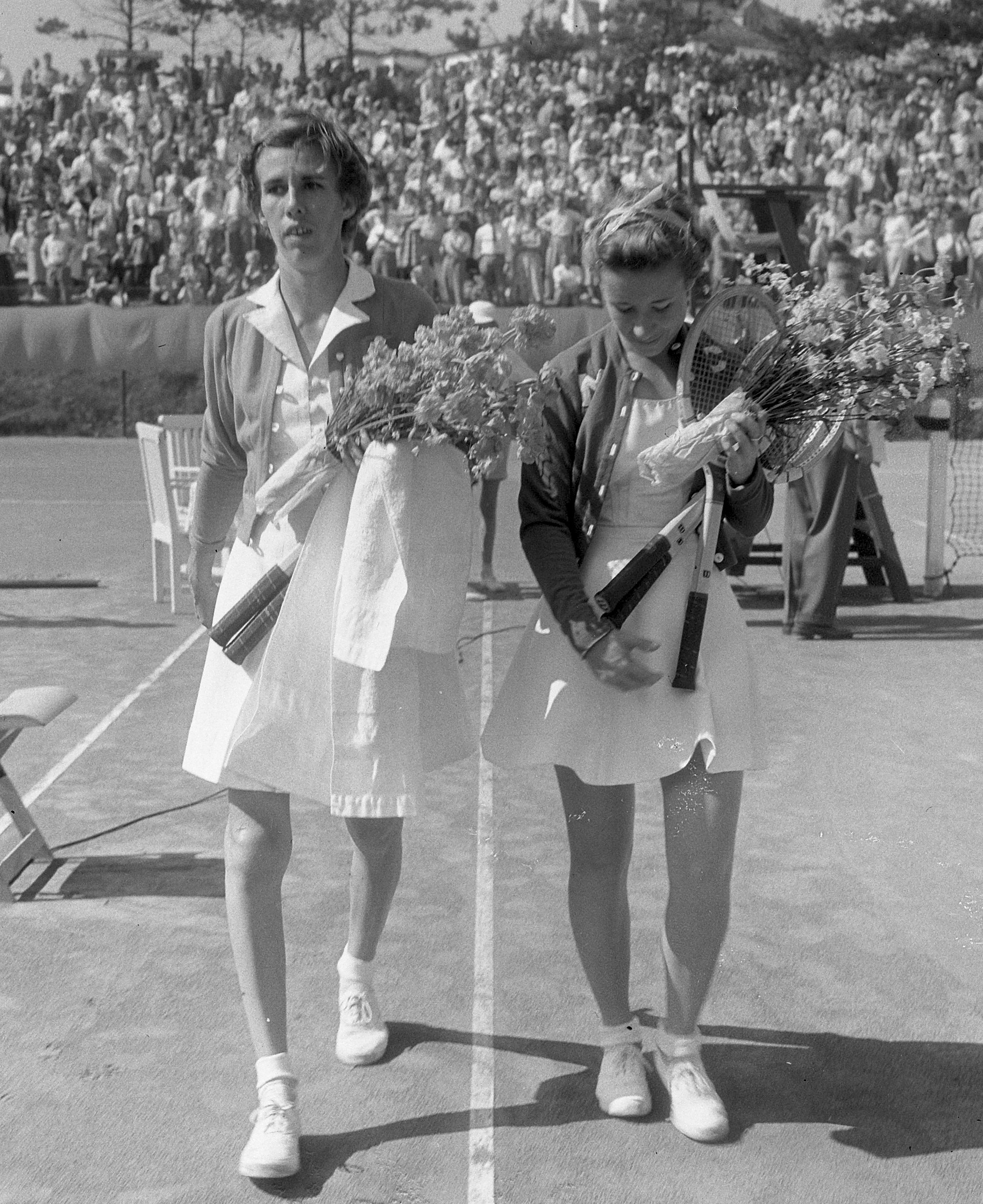
Коннолли (справа) и Дорис Харт, 1953 год

1953 год Коннолли начала на родине у Хопманов, где выиграла чемпионат Австралии, победив в финале Сэмпсон 6:3, 6:2. Они также стали чемпионками Австралии в паре. На чемпионате Франции — втором турнире Большого шлема в сезоне — Коннолли обыграла в финале Харт со счётом 6:2, 6:4. Они же встретились затем в финале Уимблдонского турнира, и этот матч считается одним из самых выдающихся в истории. Его первый сет длился до счёта 8:6
в пользу Коннолли; она проиграла один гейм на своей подаче, но взяла два на подаче Харт. Теннисистки обменялись геймами, взятыми на чужой подаче, и в начале второго сета, после чего равная игра шла до девятого гейма, в котором счёт на подаче Коннолли сравнивался шесть раз. В итоге она сумела выиграть его и вскоре довела матч против уставшей соперницы до победы со счётом 7:5. На то, насколько равным был этот матч, указывает его статистика: в каждом из его сетов Коннолли выиграла всего на один розыгрыш мяча больше, чем Харт. По воспоминаниям Коннолли, после игры Харт сказала ей: «Впервые в жизни я проигрываю матч и всё равно чувствую себя победительницей».
Коннолли с трудом успела вернуться в США, чтобы встретиться с женихом, отправлявшимся в Корею (см. Личная жизнь). После этого она сосредоточилась на подготовке к чемпионату США, где в четвертьфинале победила в двух сетах Алтею Гибсон, а в полуфинале разгромила Фрай со счётом 6:1, 6:1. В финале в третий раз за сезон её соперницей стала Харт. Как и в двух предыдущих финалах, Коннолли оказалась сильнее — 6:2, 6:4. Эта победа означала, что она стала первой женщиной в истории, завоевавшей Большой шлем, победив во всех четырёх главных турнирах международного тенниса за один календарный год, причём добилась этого результата ещё до достижения 19 лет. Помимо этих четырёх титулов, на счету Коннолли за 1953 год было ещё десять (при всего двух поражениях — по одному от Харт и Фрай). Она в третий раз подряд стала спортсменкой года по версии Associated Press и снова окончила сезон на первом месте в международном рейтинге.
В 1954 году Коннолли не стала защищать свой титул на чемпионате Австралии. Однако на других континентах она выиграла десять турниров подряд, включая чемпионат Франции и Уимблдон, а также чемпионат США на грунтовых кортах (в одиночном и парном разрядах). Во Франции американка первенствовала во всех трёх разрядах: одиночном, женском парном и миксте, став четвёртой спортсменкой в истории, которой покорилось это достижение. Победа на Уимблдоне над Луизой Браф стала для неё третьей подряд в этом турнире. После поражения в начале сезона от Беверли Бейкер, Коннолли выиграла 41 матч подряд, за всё это время отдав соперницам только один сет. Однако летом 1954 года её игровая карьера оборвалась в неполные 20 лет (см. Личная жизнь).
После поражений в чемпионатах США 1949 и 1950 годов Коннолли выиграла на турнирах Большого шлема в одиночном разряде 50 матчей и завоевала 9 титулов подряд. Только одна теннисистка в истории, Хелен Уиллз Муди, имеет в своём послужном списке более длинную цепочку выигранных подряд турниров Большого шлема (15), но она выступала не во всех турнирах и это достижение заняло у неё десять лет, с 1924 по 1933 год.

## Участие в финалах турниров Большого шлема

### Одиночный разряд (9)

#### Победы (9)
| Год  | Турнир                  | Соперница в финале | Счёт в финале |
| ---- | ----------------------- | ------------------ | ------------- |
| 1951 | Чемпионат США           | Ширли Фрай         | 6-3, 1-6, 6-4 |
| 1952 | Уимблдонский турнир     | Луиза Браф         | 6-4, 6-3      |
| 1952 | Чемпионат США (2)       | Дорис Харт         | 6-3, 7-5      |
| 1953 | Чемпионат Австралии     | Джулия Сэмпсон     | 6-3, 6-2      |
| 1953 | Чемпионат Франции       | Дорис Харт         | 6-2, 6-4      |
| 1953 | Уимблдонский турнир (2) | Дорис Харт         | 8-6, 7-5      |
| 1953 | Чемпионат США (3)       | Дорис Харт         | 6-2, 6-4      |
| 1954 | Чемпионат Франции (2)   | Жинет Букель       | 6-4, 6-1      |
| 1954 | Уимблдонский турнир (3) | Луиза Браф         | 6-2, 7-5      |

### Женский парный разряд (6)

#### Победы (2)
| Год  | Турнир              | Партнёрша        | Соперницы в финале             | Счёт в финале |
| ---- | ------------------- | ---------------- | ------------------------------ | ------------- |
| 1953 | Чемпионат Австралии | Джулия Сэмпсон   | Мэри Бевис-Хотон Берил Пенроуз | 6-4, 6-2      |
| 1954 | Чемпионат Франции   | Нелл Холл-Хопман | Мод Галтье Сюзан Шмитт         | 7-5, 4-6, 6-0 |

#### Поражения (4)
| Год  | Турнир                  | Партнёрша      | Соперницы в финале    | Счёт в финале |
| ---- | ----------------------- | -------------- | --------------------- | ------------- |
| 1952 | Уимблдонский турнир     | Луиза Браф     | Ширли Фрай Дорис Харт | 6-8, 3-6      |
| 1952 | Чемпионат США           | Луиза Браф     | Ширли Фрай Дорис Харт | 8-10, 4-6     |
| 1953 | Чемпионат Франции       | Джулия Сэмпсон | Ширли Фрай Дорис Харт | 4-6, 3-6      |
| 1953 | Уимблдонский турнир (2) | Джулия Сэмпсон | Ширли Фрай Дорис Харт | 0-6, 0-6      |

### Смешанный парный разряд (3)

#### Победы (1)
| Год  | Турнир            | Партнёр  | Соперники в финале          | Счёт в финале |
| ---- | ----------------- | -------- | --------------------------- | ------------- |
| 1954 | Чемпионат Франции | Лью Хоуд | Жаклин Паторни Рекс Хартвиг | 6-4, 6-3      |

#### Поражения (2)
| Год  | Турнир              | Партнёр             | Соперники в финале          | Счёт в финале |
| ---- | ------------------- | ------------------- | --------------------------- | ------------- |
| 1953 | Чемпионат Австралии | Гамильтон Ричардсон | Джулия Сэмпсон Рекс Хартвиг | 4-6, 3-6      |
| 1953 | Чемпионат Франции   | Мервин Роуз         | Дорис Харт Вик Сейксас      | 6-4, 4-6, 0-6 |

## Личная жизнь
Родители Морин развелись, когда девочке было четыре года; мать рассказывала ей позже, что её отец, Мартин, офицер ВМС и спортивный тренер, погиб в аварии, но позже Морин выяснила, что это было неправдой. Новая встреча с отцом состоялась только в больнице, куда Коннолли попала после столкновения с грузовиком в 1954 году, и позднее они поддерживали хорошие отношения. Мать, Джессамин, танцовщица и пианистка, чьи карьерные планы остались неосуществлёнными, мечтала, что музыкальная карьера дочери станет более удачной, и последовательно отдавала её на занятия балетом, пением и фортепиано, но спорт оказался для девочки привлекательнее. В 1949 году, когда юниорская теннисная карьера Морин уже была на подъёме, Джессамин вышла замуж вторично. Отчим Морин, Огаст Берст, был, как и Джессамин, музыкантом, относился к «одержимости» падчерицы теннисом отрицательно и на этой почве часто с ней спорил.
В 1952 году Коннолли познакомилась с Норманом Бринкером, служившим в ВМС США на Тихом океане. Как и Морин, Норман был спортсменом-любителем, особенно успешно занимавшимся конным спортом и считавшимся одним из кандидатов на поездку на Олимпиаду в составе сборной США. Впоследствии он вошёл в сборную страны по современному пятиборью. В первое время они встречались от случая к случаю — когда Морин возвращалась с турне за границей, а Норман получал отпуск с Корейской войны. Определённую проблему представляла разница вероисповеданий — Коннолли была католичкой, а Бринкер методистом, но это не помешало им обручиться летом 1953 года, после возвращения Морин с Уимблдона.
20 июля 1954 года, вернувшись в Сан-Диего после победы в чемпионате США на грунтовых кортах, Коннолли совершала конную прогулку на своём жеребце. Когда спортсменка остановила коня на обочине, чтобы пропустить грузовик-цементовоз, испугавшийся конь шарахнулся, и правая нога наездницы оказалась прижата к борту машины. В результате инцидента у Коннолли оказалась сломана малоберцовая кость и разорваны несколько мышц. Сразу после операции прогноз хирурга Брюса Кимболла был оптимистичным: он давал спортсменке месяц на восстановление и не предполагал, что травма заставит её прекратить выступления. Чтобы вернуться в форму, Коннолли начала брать уроки балета, а затем стала выходить на корт, хотя всё ещё не могла бегать. Однако в январе 1955 года, проводя выставочный матч против Лестера Стёфена, она рванулась к укороченному мячу и ощутила резкую боль в правой ноге. Это заставило чемпионку расстаться с мыслью о возвращении к соревнованиям, и 22 февраля того же года она официально объявила о завершении игровой карьеры.
Вскоре после этого получил травму во время выступлений и жених Морин. Когда он выступал за сборную США на международных соревнованиях в Венгрии, его лошадь упала, форсируя барьер, и наездник сломал плечо. Узнав о травме, Морин немедленно написала Норману письмо с клятвами в любви. Эти события ускорили их вступление в брак, и церемония состоялась 11 июня 1955 года. Медовый месяц новобрачные провели в Европе, где Коннолли начала карьеру спортивной журналистки: её репортажи с Уимблдонского турнира этого года публиковались в лондонской газете Daily Mail. В 1957 году увидела свет её автобиография Forehand Drive.
В браке с Бринкером Морин родила двух дочерей — Синди и Бренду. Её муж возглавлял несколько отделений сети закусочных быстрого питания Jack in the Box в Калифорнии, а саму её включили в совет директоров компании Wilson Sporting Goods. Она продолжала проводить односетовые выставочные матчи, несмотря на травму демонстрируя многие из прежних чемпионских качеств. В 1958 году Бринкеры выиграли судебный процесс против компании, владевшей цементовозом, столкновение с которым оборвало игровую карьеру Морин. Ей была присуждена компенсация в размере более 110 тысяч долларов — самая высокая к тому времени в истории Сан-Диего. Однако процесс отрицательно повлиял на популярность Коннолли: поскольку она не выглядела калекой, публика отказывалась ей сочувствовать.
Вскоре после этого Бринкеры переехали в Даллас, где Норман открыл новый бизнес — кофейню Brinks, а позже основал сети ресторанов быстрого обслуживания Steak & Ale и Bennigan’s Grill & Tavern. На новом месте Коннолли работала как тренер с молодыми игроками; среди её учеников была и дочь Синди, впоследствии успешно выступавшая в вузовских соревнованиях. Некоторые другие юные ученики проживали в доме Бринкеров на протяжении всего учебного года, чтобы уделять больше времени тренировкам. Коннолли также работала с рядом взрослых теннисисток, включая Энн Хейдон-Джонс, которая стала победительницей Уимблдонского турнира в 1969 году, и другими игроками сборной Великобритании в Кубке Уайтмен. Экс-чемпионка продолжала также журналистскую карьеру, выступая как колумнистка издания Tennis Magazine и теле- и радиокомментатор. Она, в частности, вела репортажи с Уимблдонского турнира 1966 года, на котором впервые стала чемпионкой Билли Джин Кинг. В 1964 году Коннолли поступила в Южный методистский университет и отучилась в нём почти два года, прежде чем в 1966 году её здоровье резко ухудшилось и у неё диагностировали рак желудка. В 1968 году она совместно с Нэнси Джеффетт основала Фонд Морин Коннолли Бринкер, занимающийся поддержкой молодых теннисистов (к началу XXI века фонд ежегодно спонсировал три женских и шесть юношеских турниров). Скончалась в возрасте 34 лет, 21 июня 1969 года.

## Стиль игры и оценки
Коннолли была невысокой (1,63 м), спортивный историк Стив Флинк называет её коренастой. Она родилась левшой, но перешла на игру правой рукой по настоянию одного из первых тренеров (разные источники приписывают эту заслугу Уилбуру Фолсому или Элинор Теннант). Теннант также принадлежит заслуга в развитии подвижности Коннолли на корте: сочтя её передвижение недостаточно проворным, тренер отправила девочку на уроки степа. В результате ноги Коннолли во время игры находились в постоянном движении.
Коннолли предпочитала игру на задней линии и редко выходила к сетке. Игру Морин отличали строгая дисциплина, стабильность и почти полное отсутствие ошибок, что вынуждало соперниц бороться за каждое очко. Эта игра полностью строилась на мощных, глубоких плоских ударах с отскока. Теннисный журналист Эллисон Данциг называл её удар открытой ракеткой (форхенд) самым доминантным в истории игры. Современники особо выделяли её упорную волю к победе: в газетах Морин в 15 лет называли «убийцей с косичками». Ещё раньше, в 11 лет, она получила своё самое известное прозвище «Маленькая Мо» по аналогии с «Большой Мо» — линкором «Миссури» — за свои пушечные удары.

Теннисные историки и аналитики высоко оценивают уровень игры Коннолли. Так, теннисный обозреватель газеты Daily Telegraph Ланс Тингей писал: 
Каждый раз, когда появляется великий игрок, нельзя не задать себе вопрос: «А могла бы она побить Морин?» И каждый раз ответ один: «Не думаю».
Бен Пресс, близкий знакомый Морин и ведущий теннисный функционер Калифорнии, сравнивая её, в частности, с молодой Сереной Уильямс, утверждал, что Коннолли победила бы Серену в личной встрече. По словам Пресса, её скорость передвижения по корту была выше, а подача Уильямс, какой бы мощной она ни была для женщины, всё же уступала подаче Панчо Гонсалеса, с которым Коннолли играла на равных в выставочных матчах. Многолетний администратор Всеанглийского клуба лаун-тенниса и крикета Дункан Маколи писал, что, если бы Коннолли с её непоколебимым характером продолжала играть ещё пять-шесть лет, она могла бы установить непревзойдённый рекорд по количеству титулов. В целом специалисты сходятся во мнении, что она должна была выиграть ещё не менее полудюжины турниров Большого шлема. С другой стороны, теннисный аналитик Джефф Сакман указывает, что этого могло не произойти: в ходе судебного процесса о компенсации за травму была озвучена информация, что Коннолли планировала в конце 1955 года перейти в профессиональный теннис и присоединиться к туру под управлением Джека Креймера, что не позволило бы ей дальше участвовать в любительских турнирах.

## Память
В 1968 году, незадолго до смерти, имя Морин Коннолли было внесено в списки Национального (впоследствии Международного) зала теннисной славы, в 1987 году в списки Международного зала спортивной славы женщин, в 2017 году в списки Ирландско-американского зала славы и в 2019 году — в списки Зала спортивной славы Техаса. В её честь назван Кубок вызова Морин Коннолли-Бринкер, в рамках которого с 1973 года проводятся матчи теннисисток-юниорок США и Великобритании. Основанный ей и Нэнси Джеффетт фонд организовал множество международных юношеских турниров в США, Великобритании и Австралии и инвестировал миллионы долларов в развитие молодых игроков.
В 1971 году имя Морин Коннолли Бринкер получил главный корт теннисного комплекса «Морли Филд» в Сан-Диего. В 1978 году на экраны вышел художественный фильм «Маленькая Мо», рассказывавший историю её жизни. С 1988 года имя Морин Коннолли носит начальная школа в Плейно (Техас). Почтовая служба США планировала выпуск марки категории Forever с портретом Маленькой Мо в числе четырёх марок в память о пионерах женского спорта в 2016 году, но в итоге он состоялся лишь тремя годами позже. Марка представляет собой оттиск картины маслом Грегори Манчесса, написанной по фотографии 1952 года. В 2018 году на стадионе Уэстсайдского теннисного клуба в нью-йоркском районе Форест-Хилс (месте проведения чемпионатов США до 1977 года) была открыта мемориальная табличка, увековечивающая память о Большом шлеме Морин Коннолли.